# Вылазы (Брестская область)
Вы́лазы (бел. Вылазы) — деревня в Пинском районе Брестской области Белоруссии. Входит в состав Парохонского сельсовета. Население — 16 человек (2019).

## География
Вылазы находятся в 20 км к северо-востоку от центра Пинска. Деревня лежит в низменном заболоченном районе, южнее неё располагаются обширные заболоченные, частично мелиорированные торфяники со стоком в реку Ясельда. В деревне заканчивается местная тупиковая дорога Парохонск — Селище — Вылазы. В 2 км к северо-западу от деревни находится ж/д платформа Вылазы на линии Брест — Пинск — Гомель.

## История
1554 год — первое упоминание поселения, являлось давней собственностью польского короля Сигизмунда I. Впоследствии переходит к королеве Боне. Заселялась шляхетскими семьями Гореглядов, Колбов, Литвиновичей, Полховских, Шоломицких, Волковичей, Явошей. Наибольшее распространение получили Горегляды. 1572 год — землю покупает Григорий Шоломицкий.
После второго раздела Речи Посполитой (1793) в составе Российской империи, деревня входила в состав Пинского уезда.
В 1787 году построена деревянная церковь Рождества Богородицы (сохранилась).
Согласно Рижскому мирному договору (1921) деревня вошла в состав межвоенной Польши. С 1939 года в составе БССР.

## Достопримечательности
- Церковь Рождества Богородицы (1787 год) —  Историко-культурная ценность Республики Беларусь, шифр 113Г000721
- Курганный могильник «Шведские копцы». Схож с могильниками милоградской культуры[4]
- Братская могила советских воинов[4]
- Заброшенный родник «колодец Боны», некогда считавшийся целебным

Церковь Рождества Богородицы и курганный могильник включены в Государственный список историко-культурных ценностей Республики Беларусь.

## Галерея

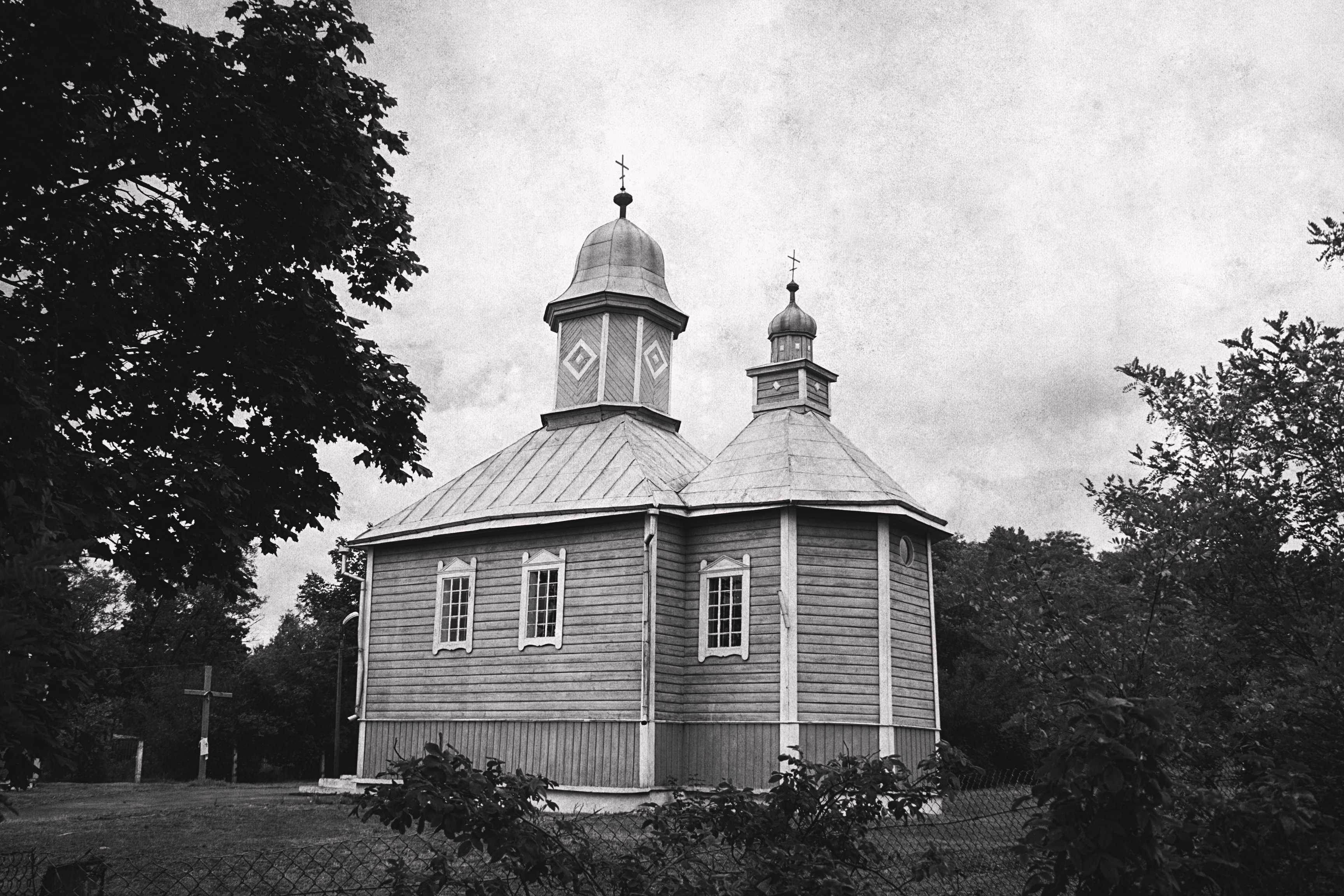
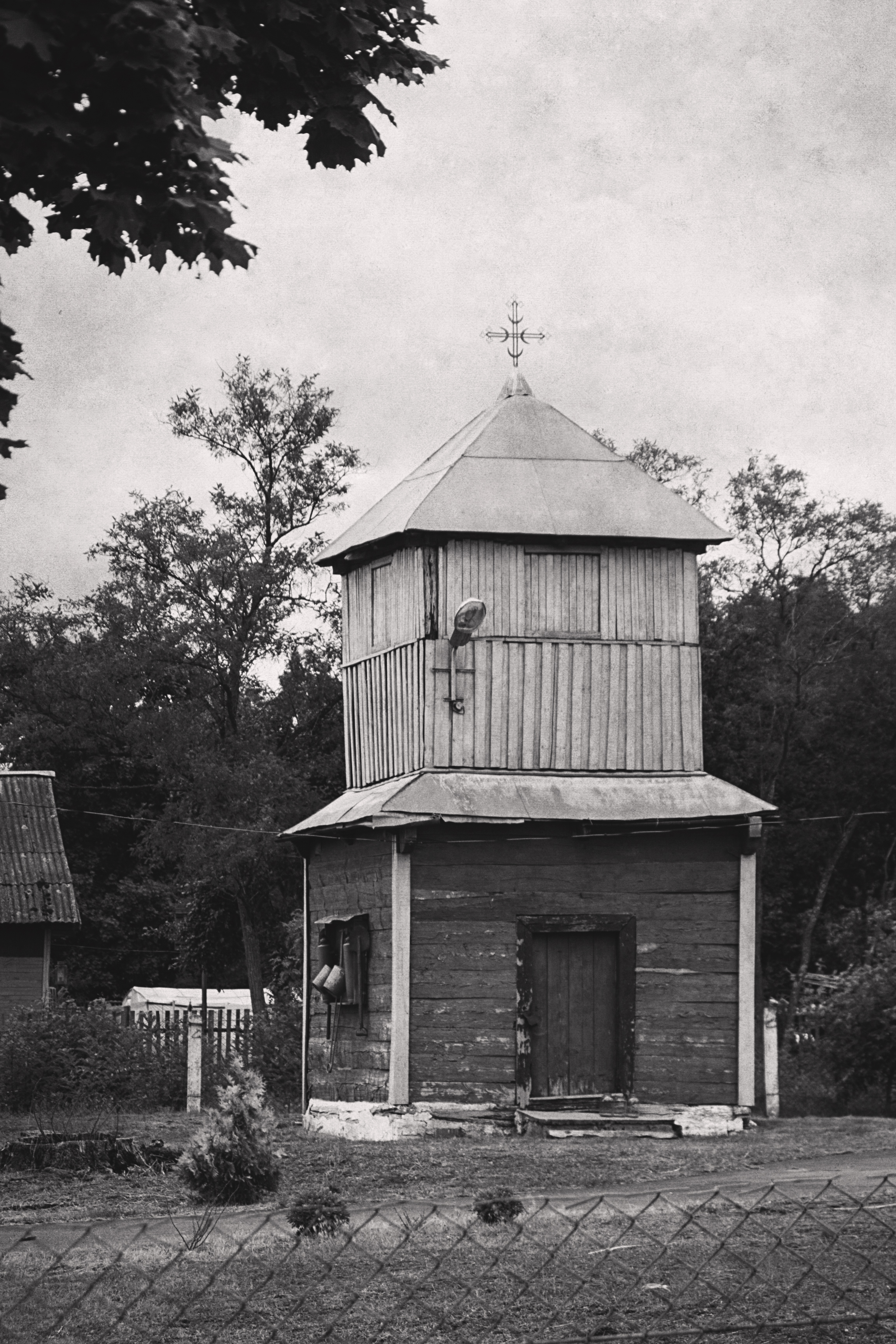
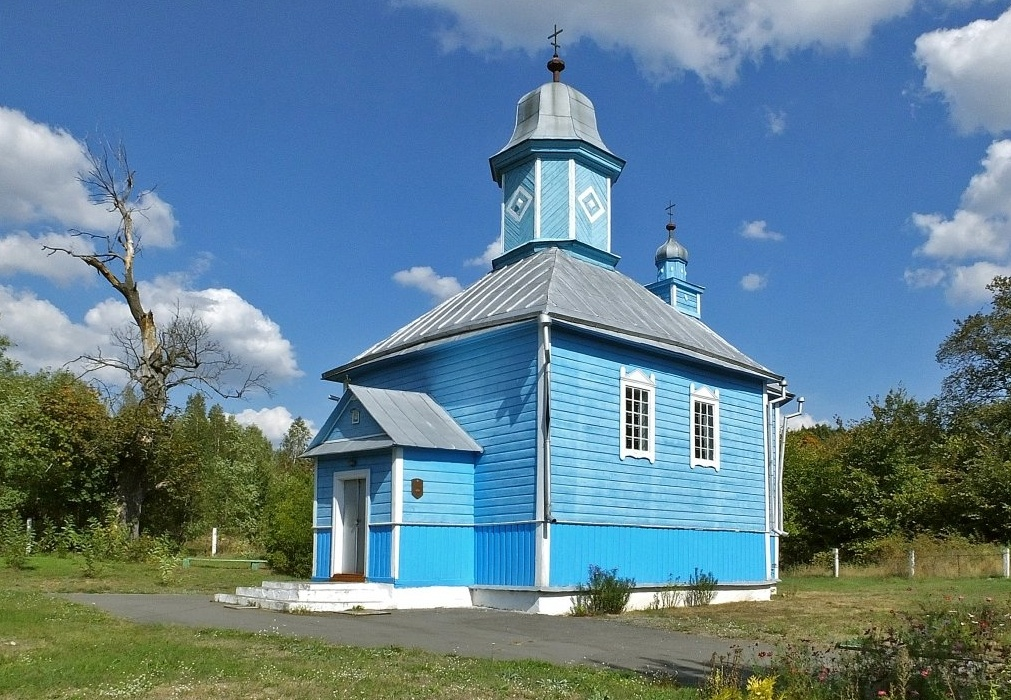
Церковь Рождества Богородицы